# 熊胜祥
熊胜祥（1955年—），普米族，中华人民共和国政治人物、第十一届全国政协委员。
加入中国共产党，担任云南省宗教事务局局长、党组书记。2008年，当选第十一届全国政协委员，代表少数民族界，分入第五十组。